# La corrupción de Chris Miller
La corrupción de Chris Miller es una película española de terror y suspense protagonizada por Jean Seberg, Marisol y Barry Stokes. Destaca por ser la primera película de Marisol en la que esta se despegó definitivamente del productor de su carrera infantil y juvenil Manuel Goyanes, siendo la primera de sus películas que él no produjo.

## Argumento
Un misterioso asesino está sembrando el terror en la zona. Mientras tanto, Ruth (Jean Seberg) y Chris Miller (Marisol) son dos mujeres que viven juntas en una gran mansión después de que el esposo de la primera y padre de la segunda las abandonara. Ruth desea vengarse por ser abandonada, y para ello pretende hacer daño a su hija, Chris, corrompiéndola. Chris, que vivió una experiencia traumática durante su adolescencia, en las condiciones adecuadas (oscuridad y tormenta) se convierte en una máquina de matar, acuchillando fuera de sí a cualquier hombre que se le acerca, y Ruth pretende volverla completamente loca como venganza. Al mismo tiempo una extraña relación con tintes lésbicos parece florecer entre las dos.
Mientras tanto, un desconocido que dice llamarse Barney (Barry Stokes) llega a la aislada mansión y pide asilo temporal a cambio de realizar reparaciones y tareas en el jardín. Ambas se sienten atraídas por el atractivo joven, y este consiente a ambas. Sin embargo, las noticias de los asesinatos pronto llegan y las mujeres empiezan a sospechar de él. Esto, y el descubrimiento por parte de Ruth de que también intenta tener algo con Chris, acabará desencadenando la tragedia.

## Curiosidades
- Primera película de Marisol en la cual esta no interpreta números musicales. La única breve excepción es un momento en el que los tres protagonistas interpretan a la guitarra una estrofa de la canción Au clair de la lune, en la cual Marisol canta un único verso.
- La película fue la primera de Marisol desligada de Manuel Goyanes. Anabel Films de la mano de su fundador y productor el actor Javier Armet desarrolló una idea primigenia de Santiago Montcada para producir esta película de alto presupuesto y miras internacionales (num 7 en USA). Fue rodada en exteriores en Comillas (Cantabria) y Las Fraguas (Cantabria) y en interiores en los Estudios Esplugas Films de Isasi Isasmendi en Esplugas de Llobregat (Barcelona).
- En la película aparecen tres de los cuatro hijos del director Juan Antonio Bardem dando vida a los hijos de una misma familia en una breve pero impactante escena. Son María, Juan y Miguel Bardem Aguado.[1]